# 孩子們的仲夏夜之夢
《孩子們的仲夏夜之夢》（英語：The Children's Midsummer Night's Dream）是一部2001年電影，改編自威廉·莎士比亞的戲劇《仲夏夜之夢》。本片由克莉絲汀·艾茲哈德編劇與執導，奧利維耶·斯托克曼製作。配樂由 Michel Sanvoisin 作曲，並由金匠青年管弦樂團（Goldsmiths Youth Orchestra）演奏，指揮為 Eli Corp。主要演員包括 Jamie Peachey、John Heyfron、Danny Bishop、Jessica Fowler 和 Leanne Lyson。 本片使用莎士比亞的完整原文，並搭配精緻服裝與「複雜且符合比例的攝影棚場景」呈現。

## 製作
《孩子們的仲夏夜之夢》由來自倫敦東部羅瑟希德地區8所小學、年齡介於8至12歲之間的364名兒童演員參與演出，皆為非專業演員。影片於Sands Films攝影棚拍攝，該地點為一座改建的碼頭倉庫，艾茲哈德曾於此導演《小杜麗》。這是艾茲哈德與製片人 Richard Goodwin 的第十次合作。
多位演員來自北皮卡姆社區，該地在拍攝期間發生10歲少年 Damilola Taylor 遇刺事件，距離攝影棚僅數步之遙。 該事件突顯出地方社區被忽視與缺乏政府資源。雖然本片宗旨為讓「多元族裔的市區孩童接觸莎士比亞」，但英國藝術委員會仍以「創意不足」為由拒絕樂透資金支持。
後來，接手的英國電影委員會也維持否決，導致影片後期製作受阻。艾茲哈德與統籌 Annabel Hands 表示，他們偏好無戲劇訓練背景、沒有既定表演框架的孩童，並強調拍攝過程中無一人中途退出，參演孩童自信成長，並學習攝影、服裝、佈景、剪葉等全方位電影製作技能。

## 主題與詮釋
艾茲哈德選擇孩童出演此劇，意在保留莎士比亞原作的「奇想與創造力」，並避免成人演員因教育背景而「過度詮釋」。雖然角色所涉及之婚姻、性與家庭權力議題與孩童年齡不符，卻也產生出意想不到的解離效果。 同時，也引發關於性別與文化權威的學術討論。
製片人斯托克曼表示，孩童在扮演戀人、妖精與工匠時皆自然得體，不假修飾，因其本身就對愛戀、魔法與扮演充滿想像。

## 評價
《文學／電影季刊》評論人 Mark Thornton Burnett 讚譽艾茲哈德導演的本片為「精彩成就」，並認為她是「重新詮釋經典作家作品的重要聲音」。
《Radio Times》亦給予正面評價，形容本片為「最棒的學校劇作」，場景如布偶劇場般精巧。雖演技略顯不足，卻因「誠懇與手工式創意」而令人難以不喜愛。
《BBC電影評論》則認為雖有熱情與直率，但部分童星表現不一，有時語氣與節奏失準，難以完整承載莎翁角色靈魂。然而評論亦稱讚影片的「魅力、活潑與魔幻氛圍」。

## 外部連結
- 互联网电影数据库（IMDb）上《The Children's Midsummer Night's Dream》的资料（英文）
- 《孩子們的仲夏夜之夢》（2001） - 英國電影協會存檔頁面